# معبد ديبود

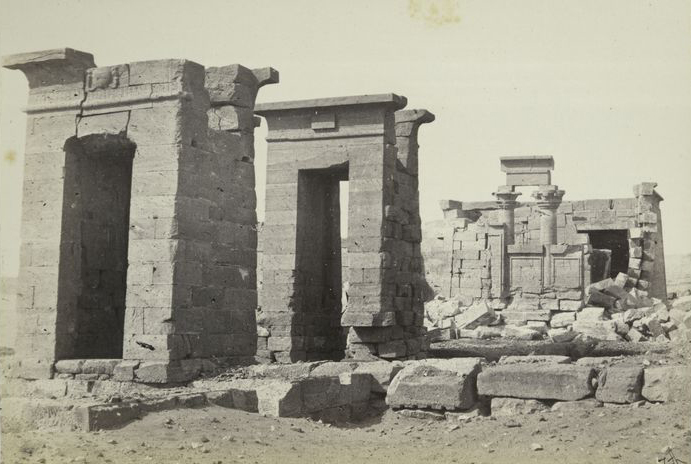
معبد ديبود في مصر

معبد ديبود معبد من معابد مصر القديمة تم إعادة بناؤه بمدينة مدريد في إسبانيا في منتزه باركي ديل أوستي، على تلة حيث كانت تقع ثكنة مونتانا. وعند نقلها إلى إسبانيا، تم وضعها بطريقة حافظت تقريبًا على نفس الاتجاه الموجود في مكانها الأصلي، من الشرق إلى الغرب.

## تاريخ المعبد
المعبد تم بناؤه في الأصل على بعد 15 كم جنوب مدينة أسوان بجنوب مصر بالقرب من الشلال الأول بالنيل في منطقة دابود على الضفة الغربية لبحيرة ناصر، والمعبد تم بناؤه للألهه إيزيس بجزيرة فيلة، في العام الثاني قبل الميلاد قام إدخاليمانى ملك الكوشيين من مروي ببناء غرفة تعبد صغيرة وأهدها للآله آمون، وتم بناءها وتزينها على نفس النمط المتأخر للمعابد في مروي والتي منها معبد الدكة، وخلال حكم بطليموس السادس وبطليموس الثامن وبطليموس الثانى عشر في العصر البطلمى تم توسعة الغرفة من جهاتها الأربعة لتصبح معبد صغير بمساحة اثنا عشر مترا في خمسة عشر مترا، وتم أهداؤه إلى الالهه إيزيس في فيله، وقدأكمل الأمبراطوران الرومانيان أوغسطس وطيباريوس تزيين المعبد.

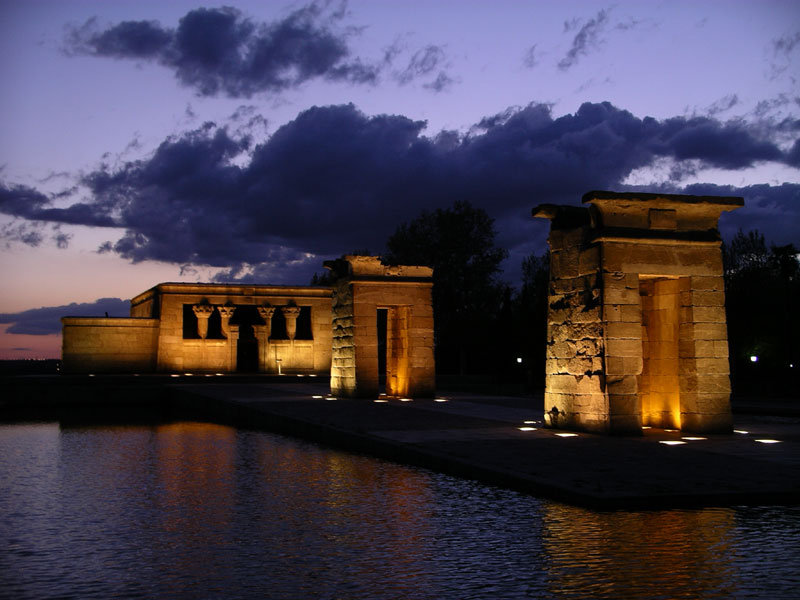
معبد ديبود

يبدأ المعبد برصيف يواجهه طريق مواكب طويل يمر من خلال ثلاث بوابات حجرية ويقود إلى فناء مفتوح ثم ردهتان وينتهى المعبد بقدس الأقداس الذي يحوى ناووسا من حجر الجرانيت الوردى، صحن المعبد قائم على أربعة أعمدة والتي انهارت في عام 1868م، وخلفه يوجد الهيكل الذي أقيم للأله آمون.

## إهداءه إلى أسبانيا
في عام 1960م وأثناء بناء السد العالي بأسوان الذي كان يهدد الكثير من المواقع الأثرية والمعابد القديمة قامت اليونيسكو بالتعاون مع الحكومة المصرية بنداء عالمي لحماية هذا التاريخ الأسطورى من الضياع والتدمير، وتقديراُ لمجهودات ومساعدات دولة أسبانيا في المساعدة على إنقاذ والحفاظ على معبد أبو سمبل، قامت الحكومة المصرية بإهداء معبد ديبود إلى دولة أسبانيا عام 1968م.

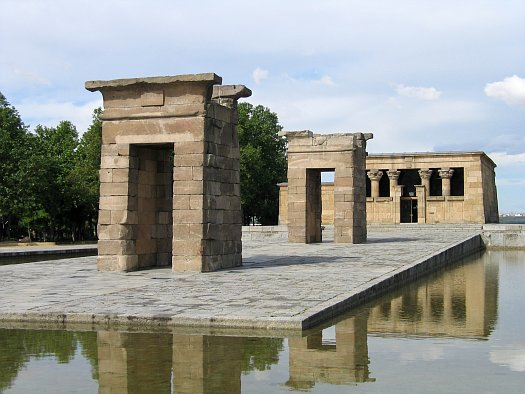
معبد ديبود بمدريد

تم إعادة بناء معبد ديبود في أحد حدائق مدريد حديقة باركي دل أويستي بالقرب من القصر الملكى بمدريد وتم فتح المعبد للزيارة للجمهور في عام 1972م، وقد تم إعادة ترتيب بوابات المعبد بترتيب مخالف لما كان عليه المعبد في مصر ويظهر ذلك بمقارنة صور المعبد التي تم التقاطها له في مصر حيث ان البوابة التي يعلوها الثعبان المجنح لم تكن الأقرب للمعبد، ويعتبر المعبد أحد الأعمال الهندسية المصرية القديمة التي يمكن مشاهدتها خارج مصر والوحيد من نوعه في أسبانيا.